# Podstran
Podstran je naselje v Občini Moravče.